# Knysna sulcicollis
Knysna sulcicollis är en skalbaggsart som beskrevs av Blanchard 1850. Knysna sulcicollis ingår i släktet Knysna och familjen Melolonthidae. Inga underarter finns listade i Catalogue of Life.